# Großer Daumen
De Großer Daumen is een 2280 meter hoge berg, behorende tot de Daumengruppe in de Allgäuer Alpen. De top is middels een lichte bergwandeling vanaf station Station Höfatsblick van de Nebelhornbahn op 1924 meter bereikbaar. Halverwege de Großer Daumen liggen de kleine bergmeren Laufbichlsee, Koblatsee en Engeratsgundsee. De top is ook het eindpunt van de Hindelanger Klettersteig, die van de Nebelhorn naar de Großer Daumen voert.

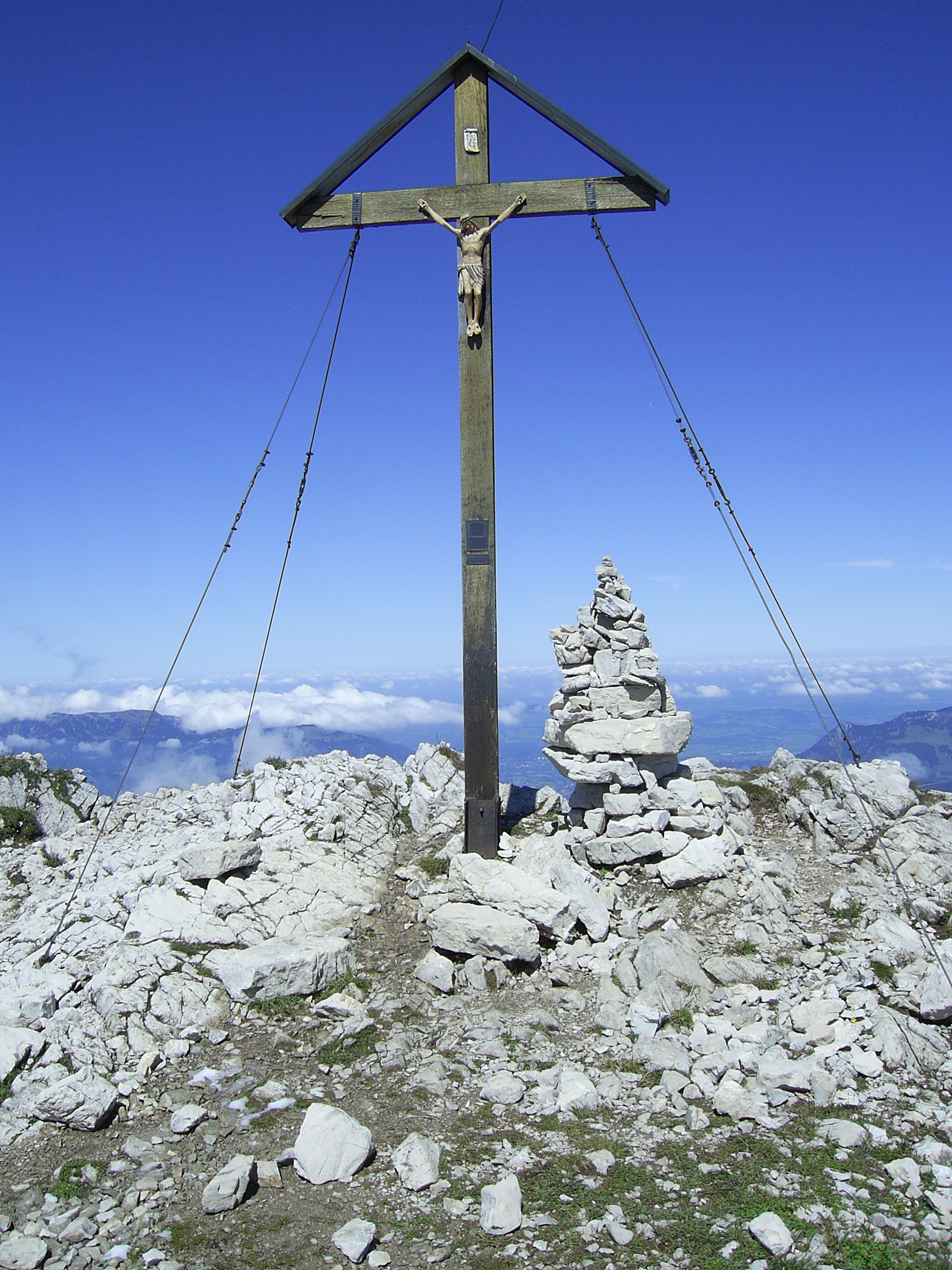